# Bobovik
Bobovik (cyr. Бобовик) – wieś w Serbii, w okręgu maczwańskim, w gminie Vladimirci. W 2011 roku liczyła 267 mieszkańców.